# ABC 800

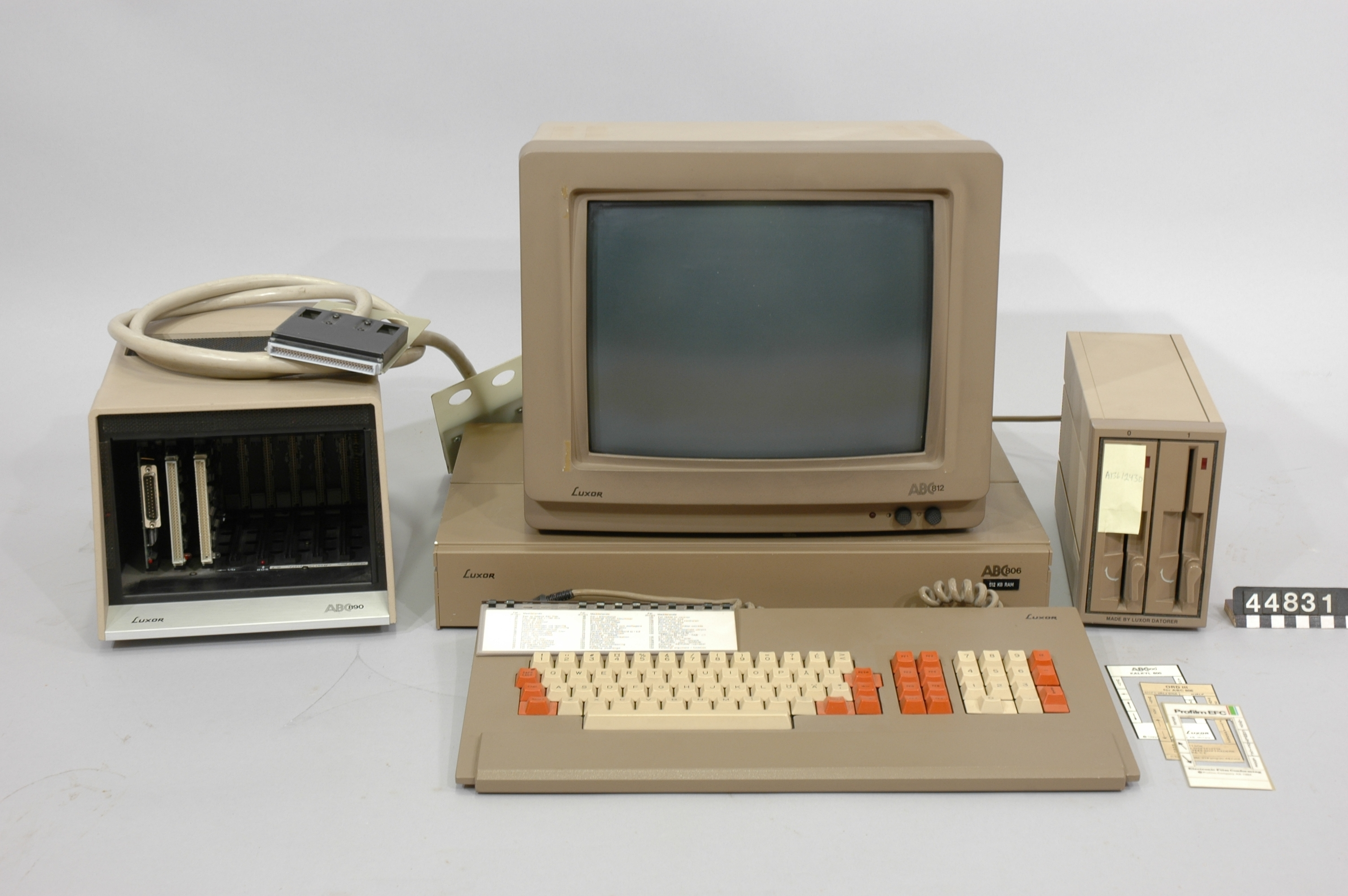
Luxor ABC 806.

La linea ABC 800 della svedese Luxor fu una serie di computer da ufficio realizzati sulla base del precedente home computer ABC 80. Furono presentati nel 1981 e commercializzati a partire dal 1982. Rispetto all'ABC 80 erano dotati di un interprete BASIC più evoluto denominato BASIC II e di un quantitativo maggiore di memoria maggiore: sia la RAM che la ROM erano state portate a 32 KB.

## Caratteristiche tecniche
Il microprocessore era sempre lo Zilog Z80A operante ad una frequenza di 3 MHz. La memoria ROM era stata aumentata a 32 KB: 24 KB contenevano il nuovo interprete BASIC II, dotato di più comandi rispetto alla versione integrata nell'ABC 80; 4 KB erano utilizzati per alloggiare il DOS denominato "UFS DOS", da "User Files Directories DOS"; altri 4 KB contenevano il software per gestire una stampante esterna.
Anche la memoria RAM era stata portata a 32 KB. Di questi, solo 16 KB erano utilizzabili dall'utente per i propri programmi, mentre gli altri erano utilizzati dal sistema come memoria video. Il quantitativo utilizzato variava in base alla modalità utilizzata: in modalità testuale erano utilizzati 2 KB mentre in modalità grafica erano utilizzati tutti i 16 KB di RAM. A seconda del monitor CRT di Luxor con cui era fornito, l'ABC 800 era capace di visualizzare una schermata testuale 80×24 caratteri sugli schermi monocromatici (ABC 800M) oppure di 40×24 caratteri o di 240×240 pixel a 8 tonalità sugli schermi a colori (ABC 800C). La diversa risoluzione tra le due modalità era dovuta alla scarsa qualità dei monitor a colori che non mantenevano una nitidezza sufficiente per visualizzare immagini con un elevato numero di colonne.
Era possibile equipaggiare il computer con registratori a cassette o con unità a dischi ma anche con dischi rigidi esterni. I lettori di floppy disk erano disponibili nel formato da 8" (modello ABC 838) e da 5"1/4 (modelli ABC 830 e ABC 834) mentre l'unità a disco rigido (modello ABC 850) integrava un'unità da 10 MB insieme ad un lettore di floppy. Più tardi furono disponibili anche dischi rigidi esterni più capienti come l'ABC 852 da 20 MB e l'ABC 856 da 60 MB. La diffusione dei PC IBM portò alla creazione di W ABC, un programma con il quale poter leggere i dati dai dischi dell'ABC-80 e 800 sui PC e convertire alcuni formati di file (principalmente testi e fogli elettronici) nei formati dei corrispondenti programmi da ufficio di MS-DOS.
Furono inoltre venduti dalla Facit con il nome Facit DTC (clone dell'ABC 800M) con involucro in colore più scuro.

## Varianti

### ABC 802
Era una versione compatta dell'ABC 800 messa in commercio nel 1983. Disponeva di 64 kB di RAM di cui 32 kB erano utilizzabili come disco in RAM, ad esempio per far girare altri sistemi operativi come il CP/M. Il corpo principale del computer era integrato con un piccolo monitor CRT da 10" e mancava, rispetto al modello precedente, il lettore per i floppy disk.

### ABC 806
Questa versione fu messa in vendita nel 1983. Rispetto al modello 802, aveva un corpo principale, un monitor (DA-15) ed una tastiera (DIN-7) disposti in unità separate. Disponeva di 164 kB RAM, di cui 128 kB usati come disco in RAM. Aveva anche una modalità grafica ad alta risoluzione di 512×240 pixel.

## Prestazioni
Per vedere come l'ABC 800 si comportasse rispetto ad altri personal computer contemporanei, nel 1982 la rivista svedese Mikrodatorn eseguì un test di "benchmark" (confronto prestazioni) usando otto piccolo programmi BASIC (chiamati BM1~BM8) definiti dall'American Kilobaud Magazine e a sua volta usati dalla rivista inglese Personal Computer World per testare nuove macchine.
Il risultato era che l'interprete dell ABC 800 che semi-compilava il codice, risultava essere più veloce che la maggior parte degli altri BASICs usati nelle macchine più diffuse, specialmente quando venivano usate variabili di tipo intero. Qui di seguito sono riportati i risultati di alcuni dei più noti computer dell'epoca (tempi in secondi):
| Computer                   | CPU   | [MHz] | BM1                                                     | BM2                                                     | BM3                                                     | BM4                                                     | BM5                                                     | BM6                                                     | BM7                                                     | BM8                                                     |
| -------------------------- | ----- | ----- | ------------------------------------------------------- | ------------------------------------------------------- | ------------------------------------------------------- | ------------------------------------------------------- | ------------------------------------------------------- | ------------------------------------------------------- | ------------------------------------------------------- | ------------------------------------------------------- |
| ABC 800 interi             | Z80   | 3     | non misurata. - vedere l'ABC 80 per valori approssimati | non misurata. - vedere l'ABC 80 per valori approssimati | non misurata. - vedere l'ABC 80 per valori approssimati | non misurata. - vedere l'ABC 80 per valori approssimati | non misurata. - vedere l'ABC 80 per valori approssimati | non misurata. - vedere l'ABC 80 per valori approssimati | non misurata. - vedere l'ABC 80 per valori approssimati | non misurata. - vedere l'ABC 80 per valori approssimati |
| ABC 800 precisione singola | Z80   | 3     | 0.9                                                     | 1.8                                                     | 6.0                                                     | 5.9                                                     | 6.3                                                     | 11.6                                                    | 19.6                                                    | 2.9                                                     |
| ABC 800 precisione doppia  | Z80   | 3     | 1.2                                                     | 2.2                                                     | 10.0                                                    | 10.6                                                    | 11.0                                                    | 17.8                                                    | 26.4                                                    | 14.4                                                    |
| ABC 80 interi              | Z80   | 3     | 0.3                                                     | 1.1                                                     | 3.5                                                     | 3.5                                                     | 3.6                                                     | 5.8                                                     | 9.3                                                     | 6.5                                                     |
| ABC 80 virgola mobile      | Z80   | 3     | 1.0                                                     | 2.1                                                     | 11.0                                                    | 11.0                                                    | 12.5                                                    | 17.5                                                    | 24.0                                                    | 13.0                                                    |
| IBM PC                     | 8088  | 4.77  | 1.5                                                     | 5.2                                                     | 12.1                                                    | 12.6                                                    | 13.6                                                    | 23.5                                                    | 37.4                                                    | 3.5                                                     |
| Apple III                  | S6502 | 2     | 1.7                                                     | 7.2                                                     | 13.5                                                    | 14.5                                                    | 16.0                                                    | 27.0                                                    | 42.5                                                    | 7.5                                                     |
| VIC-20                     | 6502  | 0.98  | 1.4                                                     | 8.3                                                     | 15.5                                                    | 17.1                                                    | 18.3                                                    | 27.2                                                    | 42.7                                                    | 9.9                                                     |
| ZX81 in "modalità veloce"  | Z80   | 3.25  | 4.5                                                     | 6.9                                                     | 16.4                                                    | 15.8                                                    | 18.6                                                    | 49.7                                                    | 68.5                                                    | 22.9                                                    |

Come si può vedere dalla tabella, l'ABC 800 era veloce approssimativamente due volte che un IBM PC sui calcoli con numeri in virgola mobile, eccetto che per BM8 dove si può vedere un miglioramento di solo un 20%. Usando variabili intere (misurate in questo test solo per il più vecchio ABC 80) i numeri sarebbero stati approssimativamente 2-3 volte più bassi (cioè un'esecuzione 2-3 volte più veloce) come anche per i risultati per la precisione singola che vediamo nella tabella.